# Bobsleje na Zimowych Igrzyskach Olimpijskich Młodzieży 2012 – dwójki chłopców
Ślizg bobslejowych dwójek chłopców na Zimowych Igrzyskach Olimpijskich Młodzieży 2012 odbył się w dniu 21 stycznia na torze w Igls. Pierwszymi w historii młodzieżowym mistrzami olimpijskim zostali Włosi - Patrick Baumgartner i Alessandro Grande, srebro wywalczyli reprezentanci Austrii - Benjamin Maier i Robert Ofensberger. Brąz przypadł reprezentantom Monako - Rudy Rinaldi i Jeremy Torres.  

## Wyniki
| Ranking | Nr | Kraj              | Zawodnicy                             | 1. Zjazd | 2. Zjazd | Łączny czas | Strata |
| ------- | -- | ----------------- | ------------------------------------- | -------- | -------- | ----------- | ------ |
|         | 1  | Włochy            | Patrick Baumgartner Alessandro Grande | 54.83    | 54.31    | 1:49.14     | -      |
|         | 3  | Austria           | Benjamin Maier Robert Ofensberger     | 54.60    | 54.63    | 1:49.23     | + 0.09 |
|         | 2  | Monako            | Rudy Rinaldi Jeremy Torres            | 54.64    | 54.66    | 1:49.31     | + 0.17 |
| 4       | 5  | Łotwa             | Oskars Ķibermanis Elvis Kamšs         | 54.57    | 54.80    | 1:49.37     | + 0.23 |
| 5       | 10 | Wielka Brytania   | Olly Biddulph James Lelliott          | 54.87    | 54.54    | 1:49.41     | + 0.27 |
| 6       | 4  | Niemcy            | Philipp Mölter Richard Oelsner        | 54.93    | 54.49    | 1:49.42     | + 0.28 |
| 7       | 6  | Stany Zjednoczone | Codie Bascue Jake Peterson            | 54.98    | 54.67    | 1:49.65     | + 0.51 |
| 8       | 7  | Rosja             | Kirill Czigwintsew Iwan Trasow        | 55.00    | 54.95    | 1:49.95     | + 0.81 |
| 9       | 9  | Kanada            | Payton Berezowski Clay Sparks         | 55.26    | 55.28    | 1:50.54     | + 1.40 |
| 10      | 8  | Korea Południowa  | Junwon Choi Minseo Choi               | 55.43    | 55.81    | 1:51.24     | + 2.10 |